# Les Puces informatiques
Les Puces informatiques sont un magazine français consacré à l'informatique, aux jeux vidéo rétro et à la microélectronique. Publié par l'éditeur indépendant ACBM, il est diffusé entre la fin des années 1990 et le début des années 2000. Le magazine se distingue par son ton libre, son absence de publicité et son engagement pour la préservation du patrimoine informatique, tout comme son Le Virus informatique du même éditeur.

## Historique
Lancé par ACBM, une maison d'édition fondée en 1996 par Olivier Aichelbaum, le magazine Les Puces informatiques, avant tout destiné à la publication de petites annonces, s'inscrit dans la lignée de publications indépendantes telles qu'Hebdogiciel bien avant puis Le Virus informatique et Pirates Mag’. Ces magazines ont émergé en réaction à l'appauvrissement du paysage informatique français et ont su séduire les passionnés de technologies anciennes et les amateurs de contenu critique et indépendant.
Le journal aura contribué au projet de création d'un ordinateur : le Color Computer New Generation. En effet, un groupe de développeurs français s'est constitué à travers les petites annonces du journal.

## Ligne éditoriale
Chaque numéro des Puces informatiques propose une formule type comprenant :
- Des actualités insolentes et indépendantes, dans le ton du Virus informatique.
- Des trucs et astuces pour optimiser son matériel informatique et prolonger sa durée de vie.
- Une sélection de logiciels gratuits.
- L'historique d'anciens microordinateurs ou consoles de jeux.
- L'actualité des nouveaux jeux vidéo pour anciennes consoles (Atari VCS, MB Vectrex, Mattel Intellivision, CBS Colecovision, Videopac, etc.).
- Un dossier thématique.
- Une bande dessinée.
- Une page de courrier des lecteurs.
- Des milliers de petites annonces d'achat, vente, contact en rapport avec l'informatique et les jeux vidéo, des offres d'emploi, etc., visant à conserver le patrimoine informatique ou donner une seconde vie aux anciens objets, afin de limiter la mise en décharge et la pollution.
- L'agenda des bons plans (vide-greniers, brocantes, ventes aux enchères…)

Le magazine se caractérise également par une impression en rouge et noir et des illustrations signées par des artistes tels que Bruno Bellamy, connu pour ses « Bellaminettes ».
Une part importante est donnée aux petites annonces.
Le journal n'hésite pas à mettre des illustrations osées, comme une femme à moitié nue sur la couverture du premier numéro.
Le nombre d'exemplaires varie selon les numéros. Il était de 20 000 pour le numéro d'octobre 1998, par exemple.

## Périodicité et diffusion
Le magazine Les Puces informatiques est à parution mensuelle. La liste complète des numéros publiés est disponible sur le site officiel d'ACBM.
Le premier numéro date de novembre 1997.

## Héritage et collection
Bien que la publication ait cessé au début des années 2000, Les Puces Informatiques reste une référence pour les passionnés de rétro-informatique et de jeux vidéo vintage. Les anciens numéros sont recherchés par les collectionneurs et peuvent être trouvés sur des plateformes de vente en ligne telles que eBay , Rakuten  et Delcampe.